# 涼傘鎮
涼傘鎮（りょうさんちん）は中華人民共和国湖南省懐化市新晃トン族自治県の鎮。

## 行政区画
- 涼傘社区
- 沖首村
- 梭渓村
- 坪南村
- 壩堤村
- 桓膽村
- 桂岱村
- 壩万村
- 沖場村
- 高牌村
- 広東溝村
- 美老村
- 涼傘村
- 絞西村
- 劉坪村
- 子城村
- 桂正渓村
- 街上村

## 歴史
唐のときは、晃州の州府の所在地でした。中華民国のとき、涼知郷を設立。1956年、涼傘郷と改称。2000年、涼傘鎮に昇格。2015年10月、凳寨郷・茶坪郷・黄雷郷（宋寨村を除く）を涼傘鎮にに合併されている。

## 地理
涼傘鎮は新晃トン族自治県西部に位置し、北は貴州省玉屏トン族自治県・鎮遠県と、東は扶羅鎮・林沖鎮と、西及び西南は三穂県、東南は天柱県とそれぞれ接している。
- 河川：西渓
- 湖：劉坪水庫
- 山：美岩坡（1101.5メートル）、高佬坡（1106メートル）、登雲山（936メートル）

## 観光
- 八江口温泉